# بیست هزار فرسنگ زیر دریا
بیست هزار فرسنگ زیر دریا یا «بیست هزار فرسنگ زیر دریاها» (به فرانسوی: Vingt mille lieues sous les mers) داستانی نوشته ژول ورن نویسنده علمی-تخیلی فرانسوی است.

## خلاصه داستان
در طول سال ۱۸۶۶، کشتی‌هایی از ملیت‌های مختلف متوجه موجود ناشناسی می‌شوند، که در اعماق آب‌ها زندگی می‌کند. عده‌ای گمان می‌کنند او یک کوسه بزرگ است، اما عدهٔ دیگری معتقدند که او نوعی هیولای دریایی ناشناخته‌است. اما کمتر کسی می‌تواند تصورش را بکند، که آن موجود، وسیله‌ای‌ست ساخته دست بشر.
پروفسور «آروناکس» به همراه «ندلند» که صیاد نهنگ است، و یک دوست دیگر، با یک کشتی تحقیقاتی به جستجوی این هیولای زیر آب می‌روند. اما کشتی در اثر برخورد با آن موجود آسیب می‌بیند و پروفسور «آروناکس» و همراهانش، از یک زیردریایی سر درمی‌آورند. چیزی که تا کنون مانندش را ندیده و حتی تصورش را هم نکرده‌اند.
آن‌ها با ناتیلوس سفر می‌کنند و شگفتی‌های دنیای آب را می‌بینند، و در همین حین با کاپیتان «نمو»، ناخدا و مالک ناتیلوس آشنا می‌شوند. پروفسور در عین حال که کاپیتان را تحسین می‌کند، اخلاقیات او را رد می‌کند، و فکر می‌کند برخورد او با مسائل دنیا درست نیست. پروفسور و همراهانش متوجه می‌شوند، چون از راز کاپیتان نیمو آگاه گشته‌اند، در واقع در ناتیلوس اسیر هستند و دیگر نمی‌توانند به دنیای روی آب بازگردند، اما آن‌ها حاضر نیستند، تا آخر عمر در ناتیلوس بمانند آن‌ها تلاش زیادی برای فرار از ناتیلوس می‌کنند اما موفق نمی‌شوند، فرار از ناتیلوس، غیرممکن است. کاپیتان نیمو خیلی از چیزهایی که در افسانه‌ها آمده بود را در زیردریا به آن‌ها نشان می‌دهد.
در این داستان کاپیتان نیمو را بیشتر از زاویه دید و قضاوت پروفسور «آروناکس» و همراهانش می‌بینیم. آن‌ها کاپیتان نیمو را مردی کمابیش دیوانه و دنیا گریز می‌یابند که چون یکی از کشورهای اروپایی خانواده‌اش را از بین برده، او به دنبال انتقام است به همین دلیل کشتی‌های روی آب را غرق می‌کند تا انتقام خود و خانواده خود را بگیرد. این مسایل باعث شده بود تا مردم فکر کنند زیر دریایی او یک هیولاست.
کرک بمب هم یکی از دوستان ژول ورن بود که به او در پژوهش‌هایش کمک می‌کرد
ژول ورن و کرک بمب بعد از سفر با یکدیگر به جستجوهای دیگر در مورد موجودات فضایی پرداختند.
در سال ۱۹۵۴ نسخه سینمایی این کتاب توسط ریچارد فلیشر کارگردان سرشناس آمریکایی ساخته شد.

## عنوان کتاب
فاصله ذکر شده عنوان کتاب (۲۰۰۰۰ فرسنگ برابر ۸۰۰۰۰ کیلومتر، حدود دو برابر محیط دور کرهٔ زمین) به «مسافت طی شده» زیر دریا اشاره دارد و نه به عمق. بیشترین عمق ذکرشده در کتاب ۴ فرسنگ (حدود ۲۲ کیلومتر) است.
عنوان «بیست هزار فرسنگ زیر دریاها» ترجمهٔ دقیق‌تر عنوان فرانسوی است، چرا که به هفت دریایی که شخصیت‌های داستان در آن سفر می‌کنند اشاره دارد. با این حال بیشتر ترجمه‌های انگلیسی (و فارسی) از عنوان «بیست هزار فرسنگ زیر دریا» استفاده کرده‌اند.

## ترجمه‌های فارسی
· «سفینهٔ غواصه یا سیاست تحت‌البحری»، ترجمه یوسف اعتصامی، تبریز: [بی‌نا]: ۱۳۲۰ ق.
· «بیست هزار فرسخ سیاحت در زیر بحر»، ترجمه محمود طرزی، کابل: مطبعه عنایت، ۱۳۳۲ ق.
· «بیست هزار فرسنگ زیر دریا»، ترجمه رسول صدرعاملی، [بی‌نا]: ۱۳۵۲. (کتاب حاضر اقتباسی از «بیست هزار فرسنگ زیر دریا» در ۲۶ صفحه)
· «بیست هزار فرسنگ زیر دریا»، ت‍رج‍م‍ه رضا همراه، تهران: اشراقی، [بی‌تا]
· «بیست هزار فرسنگ زیر دریا»، تلخیص آلبر ژان آویه، ترجمه محمدتقی دانیا، تهران: اقبال، چاپ اول ۱۳۵۲، چاپ سوم ۱۳۶۳.
· «ب‍ی‍س‍ت ه‍زار ف‍رس‍ن‍گ زی‍ر دری‍ا»؛ ت‍رج‍م‍ه ع‍ل‍ی ف‍اطم‍ی‍ان، ت‍ه‍ران: ن‍ش‍ر چ‍ش‍م‌ان‍داز: وزارت ف‍ره‍ن‍گ و ارش‍اد اس‍لام‍ی، س‍ازم‍ان چ‍اپ و ان‍ت‍ش‍ارات، ۱۳۷۷. (۲۴۱ ص مصور) ۹۶۴-۴۲۲-۰۶۶-۸، چاپ بیست و دوم ۱۳۷۹.
· «بیست هزار فرسنگ زیر دریا»، ت‍رج‍م‍ه ام‍ی‍ن ن‍ص‍ی‍ری، [ت‍ه‍ران]: س‍پ‍ی‍ده، چاپ اول ۱۳۶۴، چ‍اپ ی‍ازده‍م: ۱۳۷۹.
· «۲۰۰۰۰ [ب‍ی‍س‍ت ه‍زار] ف‍رس‍ن‍گ زی‍ر دری‍ا»، ترجمه شهلا انسانی، تهران: اکباتان: ۱۳۶۵. (کتاب حاضر اقتباسی از «بیست هزار فرسنگ زیر دریا» در ۳۶ صفحه مصور)
· «بیست هزار فرسنگ زیر دریاها»، ت‍رج‍م‍ه اردشیر نیک‌پور، تهران: چاپ اول 1366.
· «بیست هزار فرسنگ زیر دریا»، ب‍ازن‍وی‍س‍ی و ت‍ص‍وی‍رگ‍ری طاووس ص‍دی‍ق‍ی، ت‍ه‍ران: گ‍وه‍رش‍اد، ۱۳۸۱. (کتاب حاضر اقتباسی از «بیست هزار فرسنگ زیر دریا» است در ۲۰ صفحه مصور)
· «بیست هزار فرسنگ زیر دریا» ، [بازنویسی فیونا بدال]؛ ترجمه صدیقه شریف، تهران: دادجو، ۱۳۸۸، چاپ دوم ۱۳۹۳. (کتاب حاضر اقتباسی از «بیست هزار فرسنگ زیر دریا» است در ۹۵ صفحه)
· «بیست هزار فرسنگ زیر دریا» ؛ [اقتباس] محمد همت‌خواه، تهران: عصر اندیشه، ۱۳۹۱. (۵۹ ص مصور) ۹۷۸-۶۰۰-۵۵۵۰-۰۴-۷
· «۲۰هزار فرسنگ زیر دریا»؛ مترجم سلماز بهگام، مشهد: ترانه، ۱۳۹۳. (۴۲۸ ص) ۹۷۸-۶۰۰-۷۰۶۱-۰۸-۴
· «بیست هزار فرسنگ زیر دریا»؛ ترجمه غزاله ابراهیمی، تهران: کارگاه نشر، ۱۳۹۴. (۴۹۶ ص) ۹۷۸-۹۶۴-۵۵۴۶-۴۶-۳
· «بیست هزار فرسنگ زیر دریا»؛ بازنوشتهٔ لیزا چرچ؛ ترجمه مجید عمیق، تهران: قدیانی، کتاب‌های بنفشه، ۱۳۹۴. (۱۲۸ ص) ۹۷۸-۶۰۰-۲۵۱-۷۶۱-۶
· «بیست‌هزار فرسنگ زیر دریا» ؛ [اقتباس] محسن سلیمانی، تهران: امیر کبیر، کتاب‌های جیبی، ۱۳۹۴. (۱۹۰ ص) ۹۷۸-۹۶۴-۳۰۳-۶۱۶-۴
· «بیست هزار فرسنگ زیر دریا»، بازنویسی لین بنتون؛ ترجمه مهتا لبافی، تهران: شهر قصه، ۱۳۹۵. (کتاب حاضر اقتباسی از «بیست هزار فرسنگ زیر دریا» است در ۴۴ صفحه مصور)
· «بیست هزار فرسنگ زیر دریا» ؛ [اقتباس] نعیمه ظاهری، قزوین: سایه‌گستر، ۱۳۹۵. (۴۷ ص مصور) ۹۷۸-۶۰۰-۳۷۴-۰۵۰-۱
· «بیست هزار فرسنگ زیردریا» ؛ [اقتباس] سوده کریمی، تهران: کتاب‌های قاصدک، ۱۳۹۵. (۳۲ ص مصور)
· «بیست هزار فرسنگ زیر دریا» ؛ [اقتباس] صدیقه شریف، تهران: آبینه، ۱۳۹۵. (۹۵ ص) ۹۷۸-۶۰۰-۸۰۹۸-۰۲-۷
· «بیست هزار فرسنگ زیر دریا»؛ ترجمه پروین ادیب، تهران: بنگاه ترجمه و نشر کتاب پارسه، ۱۳۹۵. (۲۴۸ ص) ۹۷۸-۶۰۰-۲۵۳-۲۳۹-۸
· «۲۰۰۰۰ فرسنگ زیر دریا» ؛ [اقتباس] الهام دانش‌نژاد، تهران: دبیر، ۵۹۳۱ (۴۶ ص) ۹۷۸-۶۰۰-۵۹۵۵-۲۳-۱